# Palașivka, Ciortkiv
Palașivka (în ucraineană Палашівка) este localitatea de reședință a comunei Palașivka din raionul Ciortkiv, regiunea Ternopil, Ucraina.

## Demografie
Componența lingvistică a localității Palașivka
     Ucraineană (99,71%)
     Alte limbi (0,3%)
Conform recensământului din 2001, majoritatea populației localității Palașivka era vorbitoare de ucraineană (99,71%), existând în minoritate și vorbitori de alte limbi.